# Unterlinspher Mühle
Koordinaten: 51° 4′ 47,1″ N, 8° 37′ 47,3″ O
Die Unterlinspher Mühle oder Untere Linsphermühle ist eine ehemalige Wassermühle in der Gemarkung von Bromskirchen, Ortsteil der Gemeinde Allendorf (Eder) im hessischen Landkreis Waldeck-Frankenberg.
Sie liegt etwa 2 km südsüdöstlich von Bromskirchen bzw. 12 km nordwestlich der Kernstadt von Frankenberg (Eder) am Südufer des Linspherbachs auf 390 m Höhe über NHN unmittelbar westlich an der Bundesstraße 236 und östlich unterhalb des Linsphertalviadukts. Die Oberlinspher Mühle liegt rund 2 km nordwestlich.

## Geschichte

### Standort und Umgebung

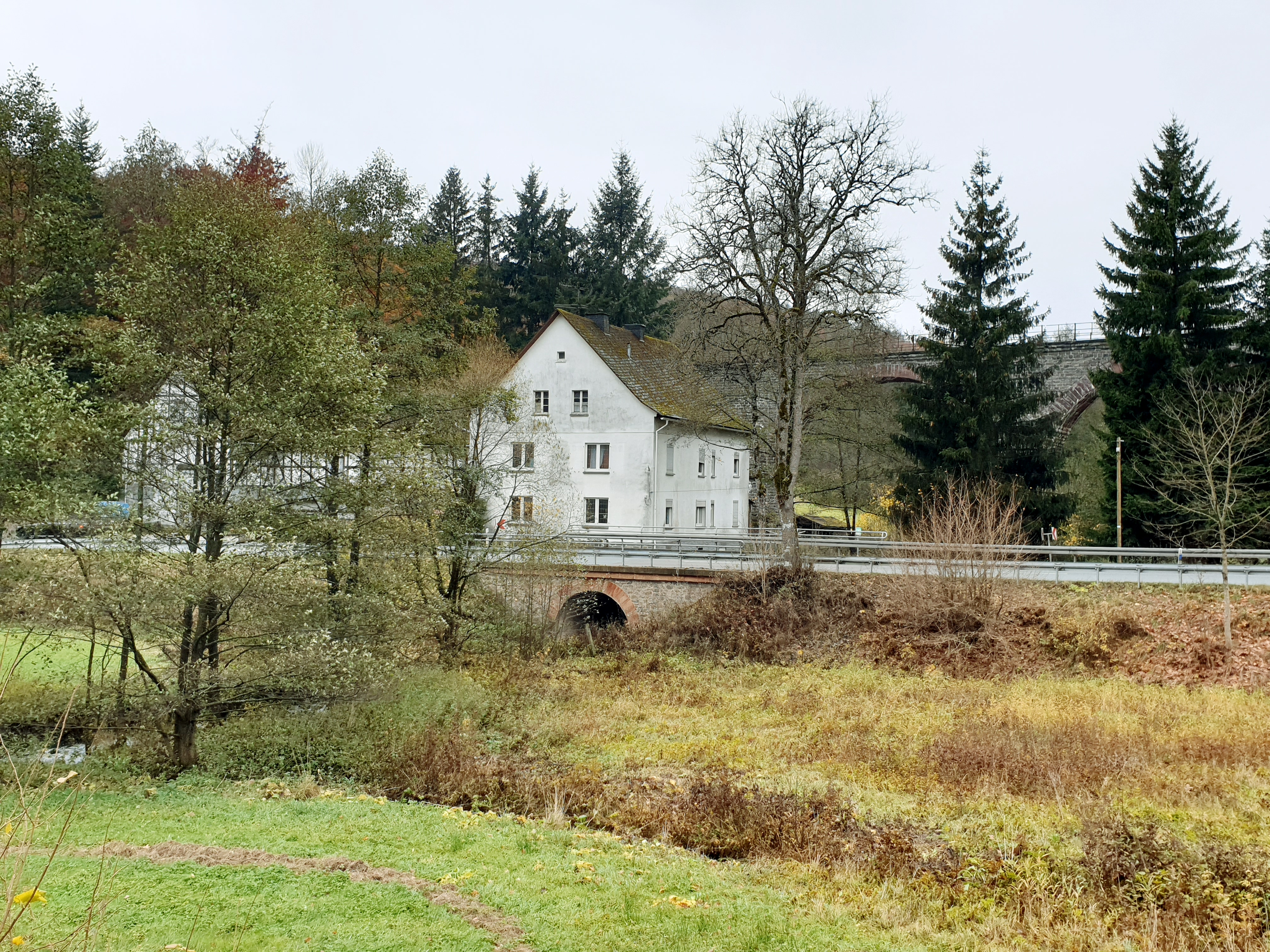
Unterlinspher Mühle, im Vordergrund die Mündung des Fickelbachs (von rechts) in den Linspherbach, der die Bundesstraße 236 (vorn) und das Viadukt von Bromskirchen (im Hintergrund) unterquert

Der Ursprung der Bromskircher Unterlinsphermühle liegt in der alten Beltershäuser Mühle, die einige hundert Meter westlich des heutigen Gebäudes am Linspherbach in Höhe der aus Richtung Norden auf den Linsphergrund zulaufenden Schartenbach lag. Der Bau der Chaussee Battenberg / Hallenberg (heutige B 236) war im Jahr 1833 vollendet. Die Mühle wurde daraufhin im Jahr 1836 an ihren heutigen Platz unmittelbar an der Straße verlegt. Seit diesem Zeitpunkt wurde nicht mehr von der Beltershäuser Mühle, sondern nur noch von der Untermühle, Unterlinsphermühle oder unteren Linsphermühle gesprochen. Der Bau des in unmittelbarer Umgebung der Mühle befindlichen Bahnviadukts geschah im Jahr 1907. Die Bahnlinie wurde im Dezember 1908 in Betrieb genommen und im Jahr 1966 wieder stillgelegt. Im Jahr 1927 gab es einen verheerenden Brand in dem Mühlengebäude. Anschließend wurde es in seinem heutigen Erscheinungsbild neu errichtet.

### Geschichte der Mühle
Im Gegensatz zur benachbarten erfolgreichen Obermühle, die über 13 Generationen hinweg seit 1571 in Familienhand blieb, hatte die Beltershäuser Mühle zumeist finanziell wenig Erfolg und wechselte häufig die Betreiberfamilien. 
Die Anfänge der älteren Beltershäuser Mühle sid unklar, jedoch stand sie in Verbindung mit dem ehemaligen Dorf Beltershausen, welches 1243 zum ersten Mal erwähnt wurde und nach 1539 wüst fiel. Das Dorf lag in der Nähe der Einmündung der oben erwähnten Schartenbach in den Linsphergrund. Wie lange auf der Beltershäuser Mühle nach dem Wüstfallen des Dorfes noch gemahlen wurde, ist unklar. 

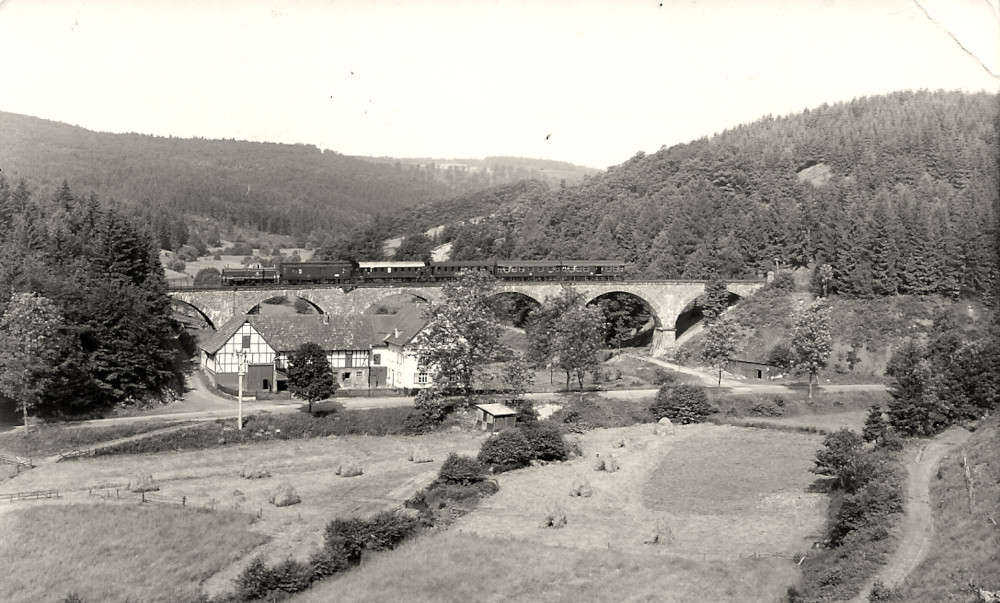
Ansicht der Unterlinspher Mühle mit Viadukt und Zug aus den 1950er Jahren

Im weiteren Verlauf des 17. Jahrhunderts musste die Beltershäuser Mühle verwaist oder auch abgebrochen gewesen sein. Im März 1699 stellte ein Curt Steuber – ein jüngerer Müllersohn aus der benachbarten Obermühle – einen Antrag beim Landgrafen Ernst Ludwig von Hessen-Darmstadt, um „unter meines Bruders Mühl auf eben diesem Bach einen neuen Mühlenbau aufzurichten“. Der Antrag von Steuber wurde genehmigt, damit die Bromskircher ihr Getreide nicht mehr im benachbarten (kurkölnischen) Hallenberg mahlen mussten. Neben der Getreidemühle betrieb Steuber auch eine Schlagmühle an gleicher Stelle.
Die wirtschaftliche Entwicklung der Mühle war allerdings nicht die beste. Steuber wehrte sich in den 1710er Jahren gegen den Bau weiterer Schlagmühlen in Bromskirchen. Des Weiteren erbat er seine Fronfreiheit, da er nicht in der Lage war, die erforderlichen Mühlenabgaben zu entrichten. Beide Vorhaben wurden vom Landgrafen abschlägig beschieden. In der Zeit zwischen 1722 und 1725 gab die Familie die Mühle auf und verzog nach Bromskirchen (damaliger Hausname "Müllerkurts").
Von 1741 und 1742 wurden zwar zwei Kinder eines Ludwig Pepler, "Müller zu Beltershausen", in Bromskirchen konfirmiert. Seine Herkunft, seine Verweildauer auf der Mühle und sein Verbleib sind unbekannt. Ab den 1750er Jahren taucht in den Bromskircher Kirchenregistern der Name Wickenhöfer in Verbindung mit der Mühle auf. 1759 starb ein Christian Wickenhöfer aus Somplar als Beltershäuser Müller. 1770, nach dem Tod seines Sohnes Georg, kam ein Johannes Wickenhöfer aus Allendorf (Eder) in die Mühle. Er heiratete im folgenden Jahr Georgs Witwe. Die Mühle wurde 1770 bei der Übernahme als "ruinös und baufällig" beschrieben. Die Wickenhöfers lebten auf der Mühle bis 1791 und meldeten Konkurs an; die Mühle wurde zwangsversteigert. Die Familie Wickenhöfer verzog nach dem Konkurs nach Bromskirchen, hatte dort aber auch kein Glück. Johannes Wickenhöfer starb 1795 und das von seiner Witwe Louise bewohnte, im Jahr 1792 wegen Geldmangels ohne Grundmauern erbaute Wohnhaus – es stand in der heutigen Schoppenstraße – war in einem so schlechten Zustand, dass bei einem Herbststurm im Jahr 1801 das komplette Dach abgerissen wurde. Im Jahr 1803 und zwölf Jahre nach Aufgabe der Mühle, erbat Louise Wickenhöfer (mittlerweile hoffnungslos verarmt) beim Rentamt einen Erlass der immer noch ausstehenden Mühlenabgaben, die eine Höhe von 105 Gulden hatten.
Der nächste Müller, der nach 1791 die Mühle betrieb, war Johannes Kirchner aus Schwarzenau, der mit seiner Frau und drei teilweise bereits erwachsenen Kindern nach Bromskirchen kam. Er starb allerdings bereits 1795 im Alter von 66 Jahren auf der Mühle und sein Sohn Bernhard – ab 1799 mit der Bromskircherin Christina Koch verheiratet – führte die Mühlengeschäfte in der Folge im Namen seiner Mutter fort. Aber auch Bernhard Kirchner hatte wenig wirtschaftlichen Erfolg, denn auch er musste im Jahr 1802 das Rentamt um die Stundung der rückständigen Mühlenabgaben in Höhe von 358 Gulden bitten. Als Begründung führte Kirchner an, dass die Mühle "kein Land besitzt" sowie "der Verdienst dieser Mühle äußerst gering ist und mir auch in den Kriegsjahren hart mitgenommen wurde". Problematisch waren wiederum die oft niedrigen Wasserstände des Linspherbachs. Der Bitte Bernhard Kirchners wurde jedoch nicht stattgegeben und da der Schuldbetrag eine nicht unwesentliche Höhe hatte, musste die Mühle in der Folge wieder zwangsversteigert werden. Die Familie zog daraufhin ins Dorf (Hausname "Christinesses"). Aber auch hier hatten die Kirchners kein Glück. Bernhard Kirchner starb 1813 im Alter von nur 42 Jahren durch einen nicht näher bestimmten Unfall, bei dem er von einer größeren Höhe herabfiel. Sein einziger Sohn Johannes, der Schuhmacher war und im April 1837 im benachbarten Dodenau Leder holen wollte, wurde im Alter von 28 Jahren auf dem Rückweg in der Nähe der Oberlinsphermühle erfroren im tiefen Schnee aufgefunden, nachdem er an dieser Stelle vor Erschöpfung liegen geblieben war.

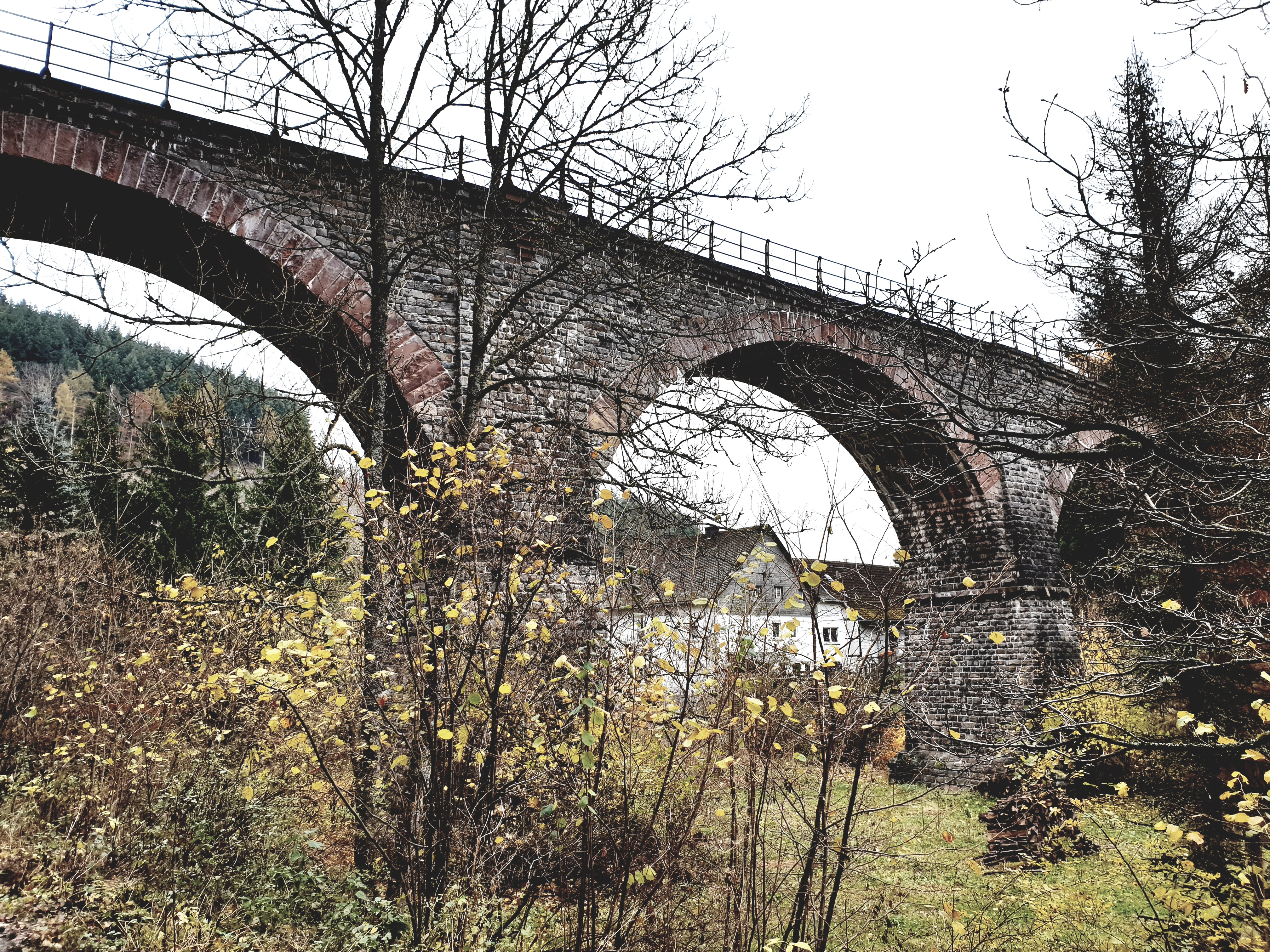
Viadukt von Bromskirchen über das Linsphertal, dahinter die Unterlinspher Mühle

Bei der Zwangsversteigerung von 1803 wurde die Untermühle vom damaligen Obermüller Conrad Steuber ersteigert. Dieser starb 1805, so dass sein Sohn Georg die Mühle an den aus Holzhausen (Eder) stammenden Henrich Mankel sen. weiterverkauft hat. Auch Henrich Mankel sen. konnte bereits zwei Jahre später die fälligen Mühlenabgaben nicht begleichen und meldete dem Rentamt zur Begründung, dass er die Mühle bei der Übernahme in einem "schrecklich verwüsteten Zustand" vorgefunden hätte. Bereits 1811 starb er. Seine Witwe Elisabeth heiratete zwei Jahre später einen Jakob Vöpel aus Bellinghausen (bei Biedenkopf), der die Mühlengeschäfte stellvertretend für seine Frau und den noch minderjährigen Sohn Henrich Mankel jun. übernahm. Ab 1816 wurde von Jakob Vöpel zusätzlich eine Schneidemühle (Sägemühle) am Standort betrieben. 
Auch unter den Mankels waren die wirtschaftlichen Verhältnisse auf der Mühle zunächst schwierig. Als ökonomischer Wendepunkt in der Mühlengeschichte gilt auch die Hochzeit von Henrich Mankel jun. mit Catharina Steuber, der damaligen Müllerstochter aus der wirtschaftlich starken Obermühle von 1837. Aber auch Henrich Mankel jun. verstarb 1855. In der zweiten Hälfte des 19. Jahrhunderts wurde die Mühle daher gemeinschaftlich von dem jüngsten Sohn des Jacob Vöpel, Daniel Vöpel (genannt "Müllersch Daniel") und seinem nur unwesentlich jüngeren Neffen Georg Mankel, dem Sohn von Henrich Mankel jun. und Catharina, betrieben.
Die Mankels auf der Untermühle betrieben die Mühle wirtschaftlich erfolgreich über insgesamt vier Generationen hinweg bis 1963, in dem der Mühlenbetrieb endgültig eingestellt wurde. 1988 wurde die Mühle von den Nachkommen der Familie Mankel verkauft.
Aus dem 19. Jahrhundert stammt ein Vers aus dem Bromskircher Volksmund, der relativ treffend die Situation auf der Mühle in den vergangenen Jahrhunderten beschreibt:
Beltershausen, du arme Mühl,

hast verschlungen der Müller viel!

Den fünften hast du schon im Rachen!

Wie wirst du’s mit dem sechsten machen?